# Миодраг Кнежевић
Миодраг Кнежевић Кнез (Горњи Ступањ, 22. август 1940 — Ниш, 25. јун 2022) био је југословенски и српски фудбалер који је играо на позицији голмана, такође секретар и директор Радничког Ниш.

## Биографија и каријера
Рођен је 22. августа 1940. године у Горњим Ступањима, код Александровца. Каријеру је почео 1957. године у Напретку Алексинац, а три године касније постао голман Радничког Ниш, са којим је бранио гол на 595 утакмица. На голу Радничког из Ниша бранио је на утакмицама са Вардаром, након којих је нишки тим први пут ушао у Прву лигу Југославије. Био је капитен тима од 1964. године, све до завршетка каријере, 1974. године. Током сезоне 1971/72 првенства Југославије бранио је на 14 првенствених утакмица за Партизан.
Одиграо је једну утакмицу за младу репрезентацију Југославије, 1965. године и две за „Б тим” Југославије (1964—1966). За најбољу селекцију Југославије бранио је 6. маја 1966. године против репрезентације Бугарске у Софији и против селекције Албаније у Тирани, 14. маја 1967. године.
Након пензионисања, дуго година био је секретар и директор Радничког из Ниша.
Преминуо је 25. јуна 2022. године, сахрањен је на Новом гробљу у Нишу.